# Lemahbang (Kismantoro)
Lemahbang is een bestuurslaag in het regentschap Wonogiri van de provincie Midden-Java, Indonesië. Lemahbang telt 3592 inwoners (volkstelling 2010).